# La Dernière des Stanfield
La Dernière des Stanfield est le dix-huitième roman de l'écrivain français Marc Levy, paru le 20 avril 2017 aux éditions Robert Laffont-Versilio.

## Résumé
Un jour, Eleanor-Rigby, journaliste vivant à Londres reçoit une lettre anonyme. De l'autre côté de l'Atlantique, George-Harrison, ébéniste vivant au Québec et n'ayant aucun lien avec la journaliste, reçoit une lettre identique : leur mère respective ne serait pas celle qu’ils croient, chacune aurait un passé criminel. Pour en savoir plus, rendez-vous à Baltimore dans un bar de pécheurs. George-Harrison et Eleanor-Rigby s’y rencontrent et découvrent que leurs mères se connaissaient très bien quand elles étaient jeunes. George-Harrison et Eleanor-Rigby vont enquêter ensemble pour mettre à jour leurs secrets de famille et découvrir ce qui les unit.

## Critique
- « Marc Levy entraîne le lecteur dans un vertigineux secret de famille. » - Pierre Vavasseur, Le Parisien[2].
- « Marc Levy maîtrise de bout en bout son nouveau roman. Impressionnant. » - Bernard Lehut, RTL[3].
- « Une intrigue passionnante autour d'un secret de famille insoupçonné. » - Allison Pujol, aufeminin.com[4].
- « Marc Levy excelle à nous faire croire qu'on ne devrait jamais douter de la bonté et du pardon. » - Francetvinfo[5].
- « La Dernière des Stanfield est un roman qu'on ne peut pas lâcher. » - Claire Chazal, Entrée libre[6].

## Éditions
Éditions imprimées
- Marc Levy, La Dernière des Stanfield : roman, Paris, Robert Laffont et Versilio, 20 avril 2017, 480 p., 22 cm (ISBN 978-2-221-15785-5)Édition originale en grand format.

Livre audio
- Marc Levy, La Dernière des Stanfield, Paris, Audiolib, 5 juillet 2017 (ISBN 978-2-36762-408-2)Narrateur : Anne-Sophie Nallino ; support : 1 disque compact audio MP3 ; durée : 10h20